# Al Ahly FC (femenino)
El Al-Ahly Sporting Club (en árabe: النادي الاهلى للرياضة البدنية), conocido popularmente como Al-Ahly, que en español significa "El Nacional", es un club deportivo profesional egipcio con sede en El Cairo, Egipto . El club es conocido principalmente por su equipo de fútbol profesional que actualmente juega en la Premier League femenina egipcia, el nivel más alto del sistema de ligas de fútbol egipcia . El club ha tenido éxito tanto a nivel nacional como continental, compitiendo regularmente en torneos de la CAF .